# Cantone di Bellerive-sur-Allier
Il Cantone di Bellerive-sur-Allier è una divisione amministrativa dell'arrondissement di Vichy.
È stato costituito a seguito della riforma approvata con decreto del 27 febbraio 2014, che ha avuto attuazione dopo le elezioni dipartimentali del 2015.

## Composizione
Comprende gli 11 comuni di:
- Bellerive-sur-Allier
- Broût-Vernet
- Brugheas
- Cognat-Lyonne
- Escurolles
- Espinasse-Vozelle
- Hauterive
- Saint-Didier-la-Forêt
- Saint-Pont
- Serbannes
- Vendat